# Oratorio dei Santi Pietro e Paolo
La Chiesa dei Santi Pietro e Paolo è un oratorio sorto nel XIV secolo in località "Orlino" a Pregassona, quartiere di Lugano.
L’Oratorio dedicato ai Santi Pietro e Paolo, noto come "Chiesina", è situato a Orlino, frazione di Pregassona, oggi quartiere di Lugano. Esso si trova in una posizione sopraelevata rispetto alla strada cantonale e domina il paesaggio circostante, caratterizzato da spazi verdi e moderni edifici, che evidenziano il contrasto con la sua antichità.
L’edificio, di semplice stile romanico, presenta una struttura povera che rispecchia la condizione modesta delle famiglie che abitavano la zona fino alla Seconda Guerra Mondiale. La chiesa ha una forma rettangolare orientata a nord-est, un'abside semicircolare e un piccolo sagrato pavimentato. Le pareti esterne, segnate dal tempo, mostrano tracce di intonaco originale e testimoniano la lunga storia dell’Oratorio. La facciata principale è rivolta verso la città, con un portale sormontato da un affresco raffigurante la Madonna con il Bambino e i Santi Pietro e Paolo. Sul lato orientale si trova una porta secondaria, mentre sul lato occidentale vi è una sagrestia, aggiunta nel XIX secolo.
All’interno, il soffitto della navata unica è sostenuto da una struttura lignea in castagno e quercia, con travi sagomate a mano. Il coro è a volta a crociera, e sulle pareti e sul soffitto si possono ammirare affreschi quattrocenteschi dei pittori Cristoforo e Nicolao da Seregno.
Gli affreschi, di stile tardo-gotico, rappresentano un importante patrimonio artistico che arricchisce l’edificio. La struttura dell’altare è stata modificata nel XVI secolo, sostituendo il coro a tazza originario con un abside poligonale, con l’intento di creare più spazio per i fedeli e di adattare l’estetica della chiesa alle tendenze architettoniche rinascimentali del periodo.
L'Oratorio sembra risalire alla prima metà del XV secolo, anche se alcune ipotesi lo fanno risalire alla fine del XIV secolo.
Durante i restauri condotti nel 1968 e tra il 1983 e il 1984 sono emerse nuove informazioni sulla struttura originaria dell’edificio. Gli scavi hanno rivelato che l’Oratorio, in origine, era più piccolo e probabilmente di altezza inferiore rispetto all'attuale. Si ritiene che agli inizi fosse una semplice cappella, poi trasformata in una piccola chiesa nel Quattrocento, ulteriormente ampliata e rialzata un secolo dopo. L’abside attuale, di forma semicircolare, conserva fondamenta originali, mentre la navata è stata prolungata nel tempo.
L’ultimo importante restauro, realizzato tra il 1983 e il 1984, ha permesso di riscoprire e preservare gli affreschi medievali che erano stati danneggiati dall’umidità. Grazie al lavoro accurato dei restauratori, guidati da Luigi Gianola, gli affreschi sono stati riportati al loro splendore, eliminando lo strato di intonaco che li copriva e proteggendoli dalle infiltrazioni di umidità. Le pareti interne, un tempo colorate di rosa, ora appaiono levigate e prive di tinteggio, mentre la volta del coro conserva tracce di un azzurro sbiadito. Le indagini archeologiche hanno inoltre mostrato che, in origine, il pavimento era in terra battuta, successivamente lastricato con piastrelle di cotto.
Nonostante i lunghi periodi di abbandono, l’Oratorio è sempre stato un punto di riferimento per la comunità locale.
Nel corso del Novecento, soprattutto dopo gli Anni Trenta, l’edificio ha subito un progressivo deterioramento, con calcinacci che si staccavano dalle pareti e l’umidità che minacciava la stabilità della struttura. Tuttavia, la tradizione locale di celebrare la festa dei Santi Pietro e Paolo il 29 giugno ha mantenuto vivo il legame tra la chiesa e i suoi abitanti. Negli anni Sessanta, l'Oratorio ha ripreso vita grazie all'iniziativa di un devoto residente, che ha reintrodotto la recita del Rosario durante il mese di maggio e la celebrazione mensile della Messa. Negli anni successivi, eventi e attività per i bambini e i ragazzi della zona hanno ravvivato ulteriormente l’Oratorio, trasformandolo in un centro di socialità e di incontro.
Oggi l’Oratorio di San Pietro, con il suo valore architettonico e artistico, è riconosciuto come patrimonio culturale dal Canton Ticino, fin dal 1911, e fa parte di una zona di interesse archeologico, grazie anche alle tombe ritrovate nei terreni circostanti. Questo edificio rappresenta un importante simbolo della storia e della tradizione di Orlino, Corte e Ligaino, ed è considerato un bene prezioso da preservare e tramandare.

## Storia

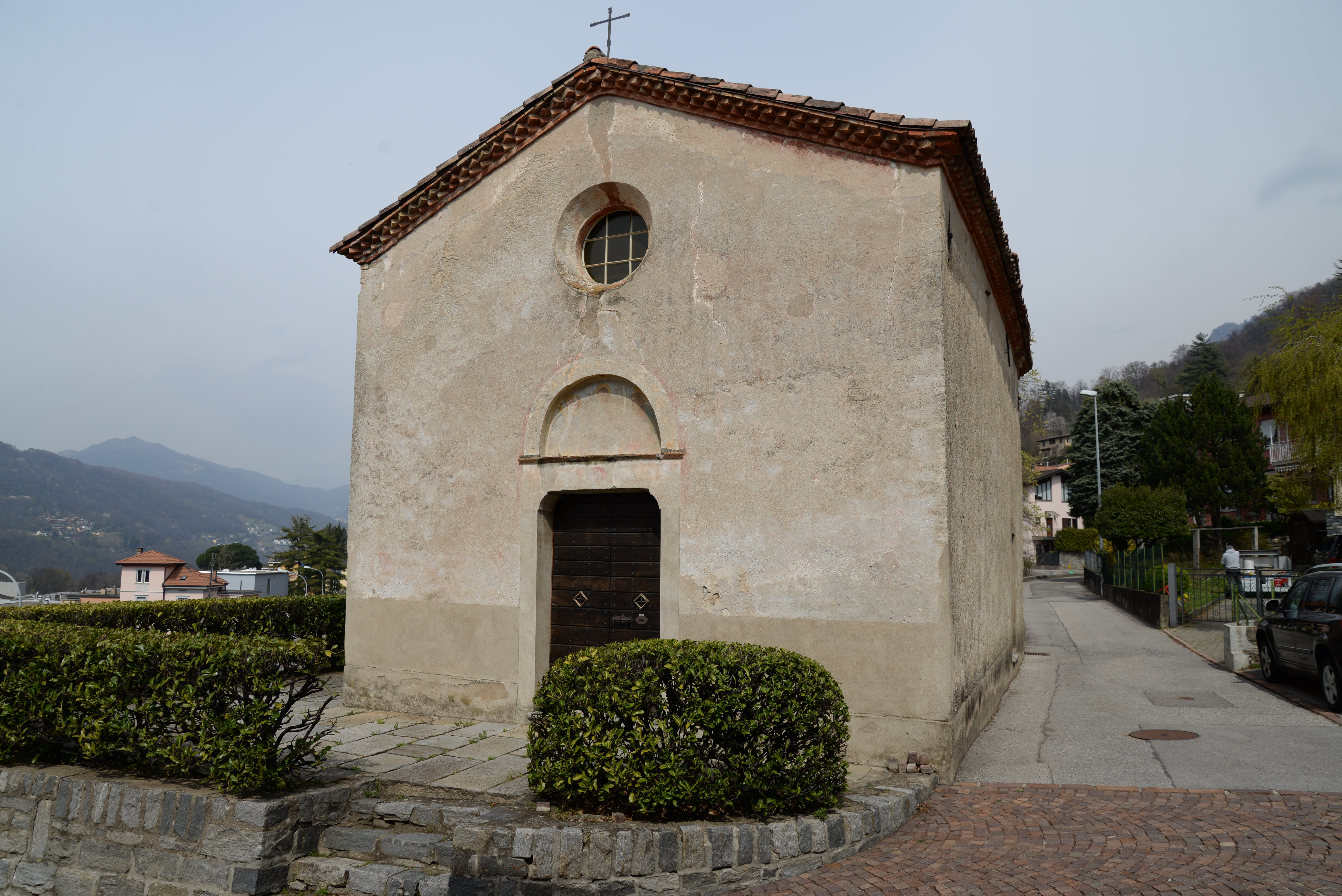
Chiesa di San Pietro e Paolo di Orlino - Esterno

Le prime tracce documentate dell'oratorio risalgono al XIV secolo. L'edificio fu restaurato nel 1915 e nel 1983-1984.

## Descrizione
L'oratorio presenta un'aula rettangolare che si conclude in un'abside di forma semicircolare all'esterno, e trapezoidale all'interno; è affiancata da un campanile a vela. Il portale è sormontato da una lunetta decorata da un affresco della fine del XVI secolo, raffigurante la Madonna con i santi Pietro e Paolo.
Le pareti all'interno conservano affreschi quattrocenteschi: una Crocifissione con la Madonna in trono e i santi Pietro, Rocco e Martino di Tours; Santa Chiara e San Rocco , Sant'Antonio abate e Santa Lucia; sull'arcata centrale, la Madonna in trono, San Bernardino da Siena e, al di sopra, l'Annunciazione.
Nell'abside romanica, è presente l'affresco più antico con due figure di Santi. Sulle pareti del coro cinquecentesco sono raffigurati la Santissima Trinità, il Cristo festivo, la Madonna di Loreto e San Sebastiano. L'oratorio ospita inoltre una statua cinquecentesca della Madonna.

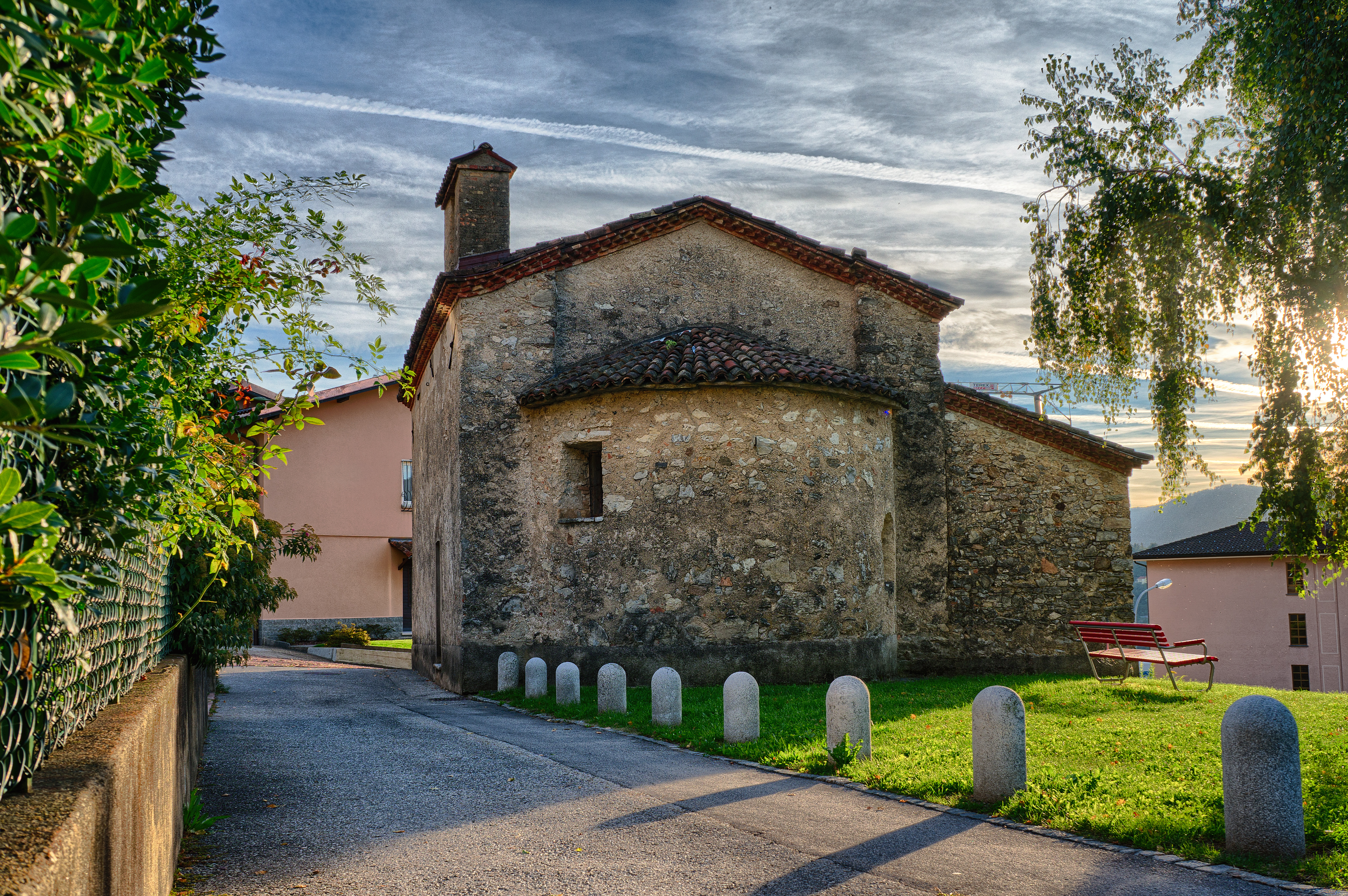

## Bibliografia

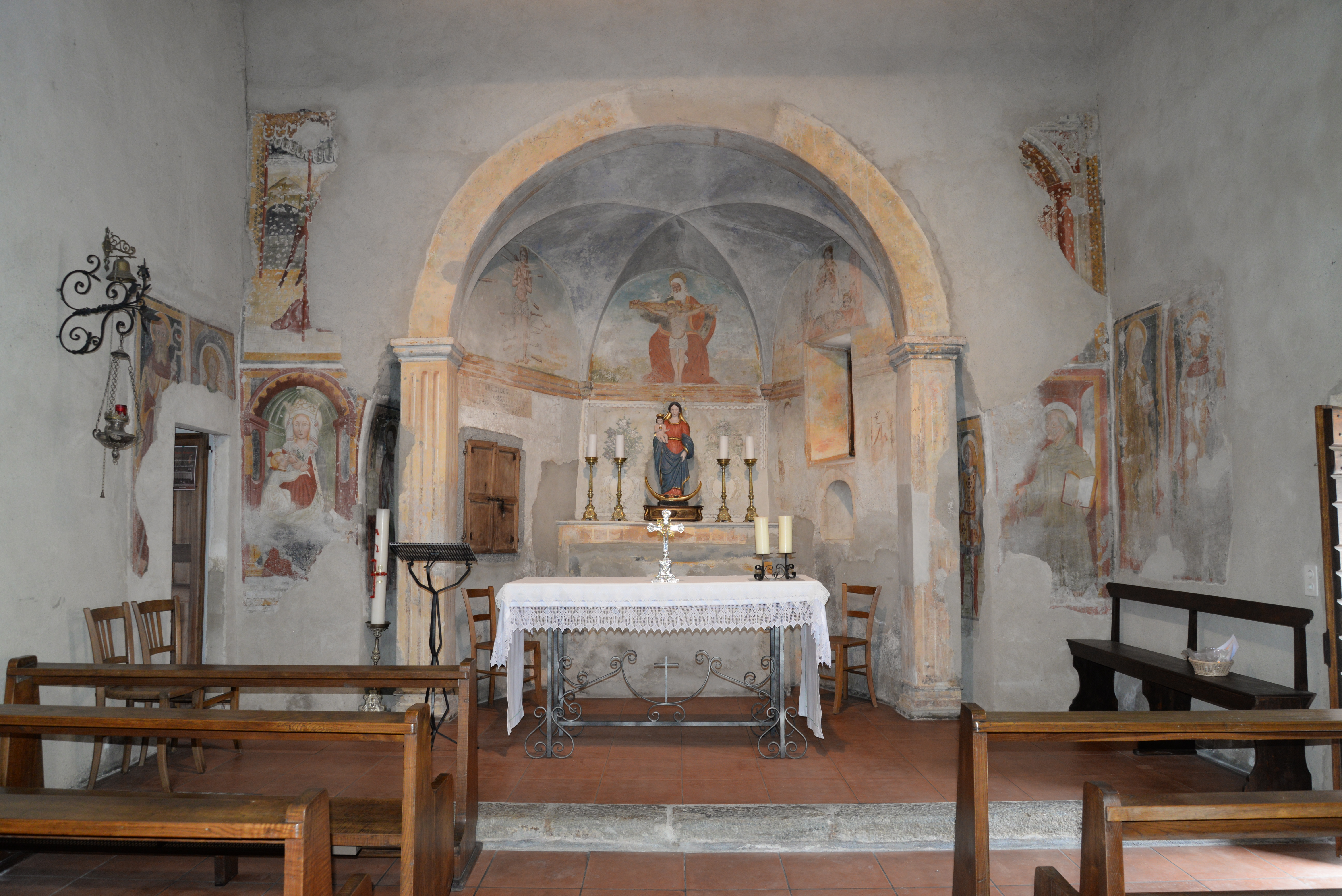
Chiesa di San Pietro e Paolo di Orlino - altare